# Io sono OK, tu sei OK
Io sono OK, tu sei OK è un saggio divulgativo dello psichiatra statunitense Thomas Anthony Harris pubblicato negli Stati Uniti nel 1969 e in Italia nel 1974 da Rizzoli. Tratta in modo semplice dei concetti fondamentali dell'analisi transazionale e della loro possibile applicazione alla vita quotidiana.
Il testo ha subito avuto un ottimo successo di pubblico, entrando nella New York Times Best Seller list nel 1972 e rimanendoci per quasi due anni.
Sul suo sito l'autore afferma di aver venduto più di 15 milioni di copie e di aver ottenuto traduzioni in 20 lingue .
Io sono OK, tu sei OK riprende e sviluppa, sulla base dell'esperienza clinica dell'autore, il discorso iniziato nel 1964 da Eric Berne in A che gioco giochiamo, che per primo propose un nuovo modello di analisi terapeutica, che si concentrava più sulle relazioni interpersonali che sull'individuo, come nella pratica della psicoanalisi classica di stampo freudiano.
Il libro compare brevemente nel film "L'aereo più pazzo del mondo... Sempre più pazzo" nella valigetta di un attentatore.